# Ana Bogdan
Ana Bogdan (* 25. November 1992 in Sinaia) ist eine rumänische Tennisspielerin.

## Karriere
Bogdan begann im Alter von vier Jahren mit dem Tennisspielen und war eine erfolgreiche Nachwuchsspielerin. 2008 gewann sie im Finale gegen die Titelverteidigerin Kurumi Nara mit dem Osaka Mayor’s Cup eines der renommiertesten Juniorenturniere der Welt. Nach dem Einzug ins Einzelhalbfinale beim Juniorinnenturnier der Australian Open 2009 kletterte sie auf Platz zwei der Juniorenweltrangliste. Als Belohnung für ihre vielversprechenden Ergebnisse wurde sie 2009 mit zahlreichen Wildcards bedacht, darunter auch für die Qualifikationen der WTA-Turniere in Madrid, Budapest und Osaka, bei denen sie jeweils den Einzug ins Hauptfeld verpasste. Bogdan hatte in der Folge Probleme, ihren Erfolg auf der Juniorentour bei den Profis zu bestätigen.
Nach mehreren Jahren, in denen sie fast ausschließlich bei kleinen Turnieren der ITF Women’s Tour an den Start ging, zog sie 2014 aus der Qualifikation heraus in Bad Gastein zum ersten Mal in die zweite Runde eines WTA-Turniers ein. Dabei profitierte sie von der verletzungsbedingten Aufgabe ihrer Gegnerin Ajla Tomljanović; in der zweiten Runde unterlag sie Karolína Plíšková in zwei Sätzen. Ende des Jahres erreichte sie ebenfalls aus der Qualifikation kommend nach einem Sieg gegen Zheng Saisai das Halbfinale beim WTA Challenger in Taipeh und stieg damit in die Top 200 der Welt auf.
2015 startete sie in Melbourne erstmals in der Qualifikation eines Grand-Slam-Turniers, verlor aber in der ersten Runde. Nach weiteren vergeblichen Qualifikationsanläufen bei kleineren WTA-Turnieren, konnte sie in der zweiten Hälfte des Jahres drei ITF-Turniere der $25.000-Kategorie gewinnen. In der Folgesaison drang sie beim WTA-Turnier in Florianópolis überraschend bis ins Halbfinale vor und errang dort in der zweiten Runde gegen die Topgesetzte Jelena Janković ihren bis dahin mit Abstand größten Erfolg. Bei den US Open 2016 behielt Bogdan ihre gute Form bei und qualifizierte sich erstmals für die Hauptrunde eines Grand-Slam-Turniers. Nach einem Sieg zum Auftakt gegen ihre Landsfrau Sorana Cîrstea, musste sie sich mit Monica Niculescu einer weiteren Teamkollegin geschlagen geben. 2017 gelang ihr auch bei den Australian Open und French Open der Sprung aus der Qualifikation ins Hauptfeld, dort unterlag sie jedoch jeweils in Runde eines gegen Jelena Wesnina und Ons Jabeur. Bei ihrem Heimturnier in Bukarest erreichte sie nach einem Sieg über Anastasija Sevastova ihr zweites WTA-Halbfinale, in dem sie von Julia Görges in drei Sätzen geschlagen wurde.
Zu Beginn der Saison 2018 überraschte sie in Melbourne mit dem erstmaligen Erreichen der dritten Runde eines Grand Slams. Nach zwei weiteren Halbfinalteilnahmen bei kleineren Turnieren in Monterrey und Bogotá, wo sie jeweils den späteren Siegerinnen Garbiñe Muguruza und Anna Karolína Schmiedlová unterlag, sowie ihrem erstmaligen Einzug in die zweite Runde der French Open, erzielte sie mit Rang 59 ihre bislang höchste Position in der Weltrangliste. Nach sieben Erstrundenniederlagen zum Start in die Saison 2019, verließ sie die Top 100 zwischenzeitlich wieder, konnte sich aber mit dem Erreichen der zweiten Runde bei den US Open aus der Qualifikation zum vierten Mal in Folge sowie ihrem bislang größten Turniersieg beim ITF-Turnier in Dubai im Endspiel gegen Darija Snihur, in die Rangliste der 100 besten Spielerinnen zurückkämpfen.
Bei den French Open 2021 profitierte Bogdan von der Turnieraufgabe Naomi Ōsakas und zog zum zweiten Mal in die dritte Runde eines Grand-Slam-Turniers ein. Ihr bestes Saisonergebnis erzielte sie in Limoges zum Saisonabschluss, wo sie bei einem Turnier der WTA Challenger Series ins Endspiel vorrückte, sich dort aber Alison Van Uytvanck geschlagen geben musste. 2022 gewann sie bei ihrem ersten Turnierstart bei einem ITF-Turnier der $60.000-Kategorie in Andrézieux-Bouthéon mit einem Finalsieg über Anna Blinkowa gleich ihren ersten Saisontitel und den insgesamt 14. ihrer Karriere.
Für die rumänische Fed-Cup-Mannschaft lief Bogdan erstmals 2018 beim 3:1-Viertelfinalerfolg gegen Kanada auf. Von drei Matches im Einzel und Doppel konnte sie bislang eine Einzelpartie gewinnen.

## Turniersiege

### Einzel
| Nr. | Datum              | Turnier             | Kategorie      | Belag             | Finalgegnerin             | Ergebnis       |
| --- | ------------------ | ------------------- | -------------- | ----------------- | ------------------------- | -------------- |
| 1.  | 17. Juli 2011      | Izmir               | ITF $10.000    | Sand              | Aleksandrina Najdenowa    | 6:1, 6:2       |
| 2.  | 8. September 2012  | Antalya             | ITF $10.000    | Hartplatz         | Maria Sakkari             | 6:3, 6:2       |
| 3.  | 28. April 2013     | Antalya             | ITF $10.000    | Hartplatz         | Zuzana Luknárová          | 4:6, 7:63, 6:4 |
| 4.  | 5. Mai 2013        | Antalya             | ITF $10.000    | Hartplatz         | Caitlin Whoriskey         | 7:64, 6:4      |
| 5.  | 8. September 2013  | Antalya             | ITF $10.000    | Hartplatz         | Malin Ulvefeldt           | 6:0, 6:2       |
| 6.  | 20. Oktober 2013   | Antalya             | ITF $10.000    | Sand              | Martina Kubičíková        | 6:4, 6:3       |
| 7.  | 17. November 2013  | Antalya             | ITF $10.000    | Sand              | Ekaterine Gorgodse        | 7:65, 7:65     |
| 8.  | 30. August 2015    | Mamaia              | ITF $25.000    | Sand              | Cristina Dinu             | 6:75, 6:2, 6:3 |
| 9.  | 13. September 2015 | Sofia               | ITF $25.000    | Sand              | Viktoria Kamenskaja       | 6:2, 3:6, 7:5  |
| 10. | 15. November 2015  | Bath                | ITF $25.000    | Hartplatz (Halle) | Ana Vrljić                | 6:3, 4:6, 6:1  |
| 11. | 29. Mai 2016       | Grado               | ITF $25.000    | Sand              | Susanne Celik             | 6:2, 2:6, 7:61 |
| 12. | 10. November 2019  | Saint-Étienne       | ITF W25        | Hartplatz (Halle) | Océane Dodin              | kampflos       |
| 13. | 14. Dezember 2019  | Dubai               | ITF W100+H     | Hartplatz         | Darija Snihur             | 6:1, 6:2       |
| 14. | 30. Januar 2022    | Andrézieux-Bouthéon | ITF W60        | Hartplatz (Halle) | Anna Blinkowa             | 7:5, 6:3       |
| 15. | 7. August 2022     | Iași                | WTA Challenger | Sand              | Panna Udvardy             | 6:2, 3:6, 6:1  |
| 16. | 23. Juli 2023      | Iași                | WTA Challenger | Sand              | Irina-Camelia Begu        | 6:2, 6:3       |
| 17. | 23. September 2023 | Parma               | WTA Challenger | Sand              | Anna Karolína Schmiedlová | 7:5, 6:1       |

### Doppel
| Nr. | Datum         | Turnier | Kategorie   | Belag     | Partnerin      | Finalgegnerinnen        | Ergebnis         |
| --- | ------------- | ------- | ----------- | --------- | -------------- | ----------------------- | ---------------- |
| 1.  | 30. Juni 2012 | Izmir   | ITF $10.000 | Hartplatz | Teodora Mirčić | Abbie Myers Melis Sezer | 6:3, 3:0 Aufgabe |

## Abschneiden bei Grand-Slam-Turnieren

### Einzel
| Turnier         | 2015 | 2016 | 2017 | 2018 | 2019 | 2020 | 2021 | 2022 | 2023 | 2024 | 2025 | Karriere |
| --------------- | ---- | ---- | ---- | ---- | ---- | ---- | ---- | ---- | ---- | ---- | ---- | -------- |
| Australian Open | Q1   | —    | 1    | 3    | 1    | Q3   | 1    | —    | 1    | 1    | Q1   | 3        |
| French Open     | Q1   | —    | 1    | 2    | Q2   | 2    | 3    | 1    | 1    | 3    | Q1   | 3        |
| Wimbledon       | Q1   | Q1   | 2    | 1    | 1    |      | 1    | 2    | 3    | 1    | Q2   | 3        |
| US Open         | —    | 2    | 2    | 2    | 2    | —    | 1    | Q2   | 1    | 1    |      | 2        |

Zeichenerklärung: S = Turniersieg; F, HF, VF, AF = Einzug ins Finale / Halbfinale / Viertelfinale / Achtelfinale; 1, 2, 3 = Ausscheiden in der 1. / 2. / 3. Hauptrunde; Q1, Q2, Q3 = Ausscheiden in der 1. / 2. / 3. Qualifikationsrunde; nicht ausgetragen

### Doppel
| Turnier         | 2018 | 2019 | 2020 | 2021 | 2022 | 2023 | 2024 | Karriere |
| --------------- | ---- | ---- | ---- | ---- | ---- | ---- | ---- | -------- |
| Australian Open | —    | 1    | —    | 1    | —    | 1    | 2    | 2        |
| French Open     | 1    | —    | 1    | —    | —    | 1    | 1    | 1        |
| Wimbledon       | 2    | —    |      | —    | —    | 2    | 1    | 2        |
| US Open         | 1    | —    | —    | —    | 2    | —    | —    | 2        |